# Lijst van voormalige gemeenten in Noord-Holland
Dit is een lijst met voormalige Noord-Hollandse gemeenten.
Als het grondgebied van een opgeheven gemeente over meerdere gemeenten is verdeeld, is het grootste deel bij de eerstgenoemde ontvangende gemeente gevoegd. Grenscorrecties tussen gehandhaafde gemeenten zijn niet in de lijst opgenomen. Vóór 1830 kan de informatie onvolledig zijn.

## Naamgeving bestuurlijke entiteiten
*: nieuw gevormde gemeentelijke entiteit die een naam gekozen heeft, die nog niet eerder is gebruikt door een andere gemeentelijke entiteit

(naamswijziging): een gemeentelijke entiteit die, zonder wijzigingen aan het grondgebied, gekozen heeft voor een nieuwe naam
Bij een herindeling ontstaat altijd een nieuwe bestuurlijke entiteit, de nieuwe entiteit kan ervoor kiezen een oude naam te handhaven. Echter er is juridisch sprake van "samenvoeging met" van de oude entiteit (en geen toevoeging aan), deze informatie is voor de leesbaarheid en herkenbaarheid wellicht hier weggelaten. Bijvoorbeeld Schagen is samengevoegd met Harenkarspel en Zijpe tot de nieuwe bestuursentiteit Schagen.

## 2022
- Beemster > Purmerend
- Heerhugowaard > Dijk en Waard*
- Langedijk > Dijk en Waard*
- Weesp > Amsterdam

## 2019
- Haarlemmerliede en Spaarnwoude > Haarlemmermeer

## 2016
- Bussum > Gooise Meren*
- Muiden > Gooise Meren*
- Naarden > Gooise Meren*
- Zeevang > Edam-Volendam

## 2015
- Graft-De Rijp > Alkmaar
- Schermer > Alkmaar

## 2013
- Harenkarspel > Schagen
- Zijpe > Schagen

## 2012
- Anna Paulowna  > Hollands Kroon*
- Niedorp  > Hollands Kroon*
- Wieringen  > Hollands Kroon*
- Wieringermeer  > Hollands Kroon*

## 2011
- Andijk  > Medemblik
- Wervershoof > Medemblik

## 2009
- Bennebroek  > Bloemendaal

## 2007
- Noorder-Koggenland > Medemblik
- Obdam > Koggenland*
- Wester-Koggenland > Koggenland*
- Wognum > Medemblik

## 2006
- Venhuizen > Drechterland

## 2002
- Akersloot > Castricum
- 's-Graveland > Wijdemeren*
- Limmen > Castricum
- Nederhorst den Berg > Wijdemeren*

De fusie van Wijdemeren hield tevens een provinciegrenscorrectie in. De voormalige gemeente Loosdrecht (provincie Utrecht) werd toegevoegd aan Wijdemeren en de entiteit Wijdemeren is toegevoegd aan de provincie Noord-Holland

## 2001
- Egmond > Bergen (Noord-Holland)
- Schoorl > Bergen (Noord-Holland)

## 1991
- Broek in Waterland > Waterland*
- Ilpendam > Waterland* en Landsmeer
- Jisp > Wormerland*, Graft-De Rijp en Beemster
- Katwoude > Waterland*
- Marken > Waterland*
- Monnickendam > Waterland*
- Wijdewormer > Wormerland*
- Wormer > Wormerland* en Graft-De Rijp

## 1990
- Barsingerhorn > Anna Paulowna en Niedorp
- Callantsoog > Zijpe en Den Helder
- Sint Maarten > Harenkarspel en Schagen
- Sint Pancras > Langedijk en Alkmaar
- Warmenhuizen > Harenkarspel

## 1980
- Bangert > Drechterland (naamswijziging)

## 1979
- Abbekerk > Noorder-Koggenland* en Opmeer
- Avenhorn > Wester-Koggenland*
- Berkhout > Wester-Koggenland* en Wognum
- Blokker > Hoorn, Bangert* en Venhuizen
- Bovenkarspel > Stede Broec*, Andijk, Enkhuizen en Venhuizen
- Grootebroek > Stede Broec*, Andijk en Venhuizen
- Hensbroek > Obdam en Heerhugowaard
- Hoogkarspel > Bangert*, Wervershoof en Venhuizen
- Hoogwoud > Opmeer, Noorder-Koggenland* en Niedorp
- Midwoud > Noorder-Koggenland* en Wognum
- Nibbixwoud > Wognum, Noorder-Koggenland* en Wervershoof
- Opperdoes > Noorder-Koggenland*
- Oudendijk > Wester-Koggenland*
- Sijbekarspel > Noorder-Koggenland*, Wognum en Opmeer
- Twisk > Noorder-Koggenland*
- Ursem > Wester-Koggenland* en Schermer
- Westwoud > Bangert*, Wervershoof en Venhuizen
- Zwaag > Hoorn en Wognum

## 1978
- Egmond-Binnen > Egmond*
- Egmond aan Zee > Egmond*

## 1975
- Edam > Edam-Volendam (naamswijziging)

## 1974
- Assendelft > Zaanstad*
- Koog a/d Zaan > Zaanstad*
- Krommenie > Zaanstad*
- Westzaan > Zaanstad*
- Wormerveer > Zaanstad*
- Zaandam > Zaanstad*
- Zaandijk > Zaanstad*

## 1972
- Koedijk > Sint Pancras en Alkmaar
- Oudorp > Alkmaar, Heerhugowaard en Schermer

## 1970
- Beets > Zeevang*
- De Rijp > Graft-De Rijp*
- Graft > Graft-De Rijp*
- Kwadijk > Zeevang* en Purmerend
- Middelie > Zeevang*
- Nieuwe-Niedorp > Niedorp*
- Oosthuizen > Zeevang*
- Oterleek > Schermer*
- Oude-Niedorp > Niedorp*
- Schellinkhout > Venhuizen
- Schermerhorn > Schermer*
- Warder > Zeevang*
- Wieringerwaard > Barsingerhorn
- Winkel > Niedorp*
- Wijdenes > Venhuizen
- Zuid- en Noord-Schermer > Schermer*

## 1966
- Ankeveen > 's-Graveland
- Kortenhoef > 's-Graveland
- Weesperkarspel > Amsterdam, Weesp en 's-Graveland

## 1964
- Nieuwer-Amstel > Amstelveen (naamswijziging)

## 1959
- Spanbroek > Opmeer

## 1950
- Urk (provincie Noord-Holland) > Urk (provincie Overijssel)

## 1942
- Terschelling (provincie Noord-Holland) > Terschelling (provincie Friesland)
- Vlieland (provincie Noord-Holland) > Vlieland (provincie Friesland)

## 1941
- Wieringermeer > Wieringermeer (het openbaar lichaam wordt een gemeente)
- Broek op Langedijk > Langedijk*
- Noord-Scharwoude > Langedijk*
- Oudkarspel > Langedijk*
- Zuid-Scharwoude > Langedijk*

## 1938
- Het Openbaar Lichaam De Wieringermeer wordt gevormd uit delen van Anna Paulowna, Barsingerhorn, Medemblik, Wieringen en Winkel

## 1936
- Wijk aan Zee en Duin > Beverwijk

## 1929
- Petten > Zijpe

## 1927
- Schoten > Haarlem
- Spaarndam > Haarlem en Velsen

## 1921
- Buiksloot > Amsterdam
- Nieuwendam > Amsterdam
- Ransdorp > Amsterdam
- Sloten > Amsterdam
- Watergraafsmeer > Amsterdam

## 1870
- Creatie van de gemeente Anna Paulowna uit delen van de gehandhaafde gemeente Zijpe

## 1865
- Leimuiden (provincie Noord-Holland) > Leimuiden (provincie Zuid-Holland)

## 1863
- Houtrijk en Polanen > Haarlemmerliede en Spaarnwoude
- Zuidschalkwijk > Haarlemmerliede en Spaarnwoude (sinds 1-10-1963 bij Haarlem)

## 1857
- Berkenrode > Heemstede
- Haarlemmerliede > Haarlemmerliede en Spaarnwoude*
- Schellingwoude > Ransdorp
- Spaarnwoude > Haarlemmerliede en Spaarnwoude*
- Wimmenum > Egmond-Binnen

## 1855
- Creatie van de gemeente Haarlemmermeer

## 1854
- Grosthuizen > Avenhorn
- Kalslagen > Leimuiden
- Rietwijkeroord > Nieuwer-Amstel
- Schardam > Beets
- Scharwoude > Avenhorn
- Veenhuizen > Heerhugowaard

## 1848
- Bijlmermeer > Weesperkarspel (sinds 1-8-1966 tijdelijk en sinds 1978 definitief bij Amsterdam)
- Etersheim > Oosthuizen

## 1834
- Groet > Schoorl

## 1830
- Breesaap > Velsen (jaartal bij benadering)
- Markenbinnen > Uitgeest (later Graft-De Rijp, sinds 2015 Alkmaar) (jaartal bij benadering)

## 1821
- Bakkum > Castricum

## 1820
- Thamen > Uithoorn

## 1818
- Durgerdam > Ransdorp
- Holysloot > Ransdorp

## 1812
- Creatie van de gemeente Andijk uit delen van de gehandhaafde gemeenten Bovenkarspel, Grootebroek en Lutjebroek.

## 1806
- Niedorp > Nieuwe Niedorp* en Oude Niedorp*